# Кам'янка-Дніпровська
Ка́м'янка-Дніпро́вська — місто в Василівському районі Запорізької області. З березня 2022 року місто окуповане російськими військами. 
Засноване 1786 року. Колишні назви — Мала Знам'янка (1786), Кам'янка-на-Дніпрі (1920), Кам'янка-Дніпровська — з 1944 р.

## Географія
Місто Кам'янка-Дніпровська розташоване на кордоні трьох областей — Запорізької, Херсонської та Дніпропетровської. На території Кам'янсько-Дніпровського району. Знаходиться на лівому березі Каховського водосховища, у місці впадання в нього річки Білозерка, яка біля міста утворює Білозерський лиман. Через місто проходить автомобільна дорога Т 0805.
Зі східного боку розташоване місто Енергодар (Запорізька АЕС), у північному напрямку на протилежному березі Каховського водосховища місто Нікополь (Дніпропетровська область), з яким існує поромна переправа, у західному напрямку, вздовж р. Дніпро за 90 км — м. Нова Каховка, за 200 км м. Херсон. Відстань до облцентру становить 132 км і проходить автошляхом Р37 та E105.
Ландшафт - рівнинний, степовий.

## Історія

### До виникнення міста
Територія, де розташоване сучасне місто, була заселена в найдавніші часи, про що свідчать залишки поселення доби бронзи (II—І тисячоліття до н. е.).
У першій половині IV століття до н. е. одному з скіфських царів Атею вдалося зосередити в своїх руках верховну владу і утворити на західних кордонах Великої Скіфії у Північному Причорномор'ї велику державу. Страбон писав: «Атей, що воював з Філіппом, сином Амінти, здається, панував над більшістю тутешніх варварів». Столицею царства Атея очевидно було поселення біля міста Кам'янка-Дніпровська і села Велика Знам'янка у Запорізькій області — Кам'янське городище. З боку степу поселення захищалося земляним валом і ровом, з інших сторін були круті дніпровські кручі i Білозерський лиман. Городище було розкопано в 1900 році Д. Я. Сердюковим — місцевим вчителем, а в 30-х і 40-х роках XX століття Б. М. Граковим.
З пам'ятками осілості Кам'янського регіону пов'язані великі кургани могильники — Мамай-гора, Солоха (могила) з групою курганів, Ільїнські, Знам'янські та інші могильники.

### Кам'яний Затон
Раніше, до спорудження Каховського водоймища, гранітні масиви Приазовської височини поблизу Кам'янки-Дніпровської виходили на поверхню, утворюючи кам'янистий берег. Звідси виникла назва місцевості — Кам'яний Затон і поселення — Кам'янка, яке виникло в останній чверті XVIII століття.
1696 з ініціативи Івана Мазепи та за наказом російського царя Петра І на лівому березі Дніпра була збудована Кам'янозатонська фортеця. Вона повинна була стати опорним пунктом для боротьби проти Османської імперії. Гарнізон фортеці налічував 6 тис. солдатів і офіцерів.
Наприкінці 18 ст. поблизу фортеці виникло с. Кам'янка. Після приєднання Північного Причорномор'я та Криму до Росії потреба у фортеці відпала, тому гарнізон було виведено, а сама фортеця поступово зруйнувалася.

### Подальша історія
Під час селянської реформи 1861 року в селі, що стало волосним центром, налічувалось 500 дворів, де проживало 2,7 тис. чоловік.
Станом на 1886 рік у селі, центрі Кам'янської волості Мелітопольського повіту Таврійської губернії, Мала Знам'янка (Кам'янка) мешкало 4411 осіб, налічувалось 803 двори, існували православна церква, єврейський молитовний будинок, школа, лісопильний завод, 2 рибних заводи, 10 лавок, 35 хлібних торгових магазини, 8 колесень, 4 бондарні, 5 майстерень, 3 лісові пристані, 2 постоялих двори, ренський погріб, 2 горілчаних склади, відбувалось 4 ярмарки на рік: сирної неділі, 29 червня, 8 вересня та 6 грудня, базар по понеділках.

## Населення
Згідно з переписом населення 2001 р. 70,8 % населення міста становили українці, 24,7 % — росіяни, 1,4 % — болгари, 0,6 % —  білоруси.

### Зміни чисельності населення
| 1959   | 1979   | 1989   | 2001   | 2016   |
| ------ | ------ | ------ | ------ | ------ |
| 13 841 | 17 935 | 17 906 | 15 522 | 13 185 |

### Національний склад
Розподіл населення за національністю за даними перепису 2001 року:
| Національність  | Відсоток |
| --------------- | -------- |
| росіяни         | 49.56%   |
| українці        | 47.89%   |
| білоруси        | 0.68%    |
| вірмени         | 0.39%    |
| болгари         | 0.18%    |
| сакартвельці    | 0.11%    |
| німці           | 0.10%    |
| татари          | 0.10%    |
| інші/не вказали | 0.99%    |

### Мова
Розподіл населення за рідною мовою за даними перепису 2001 року:
| Мова            | Кількість | Відсоток |
| --------------- | --------- | -------- |
| російська       | 11275     | 73.19%   |
| українська      | 4046      | 26.26%   |
| вірменська      | 25        | 0.16%    |
| білоруська      | 17        | 0.11%    |
| циганська       | 6         | 0.04%    |
| румунська       | 4         | 0.03%    |
| грецька         | 3         | 0.01%    |
| інші/не вказали | 30        | 0.20%    |
| Усього          | 15406     | 100%     |

## Економіка
- Консервний завод.
- Елеватор.
- Річний порт.
- Лісництво.
- Комбікормовий завод.
- Молокозавод.
- Рибгосп.

## Об'єкти соціальної сфери
- Управління Пенсійного Фонду України в Кам'янсько-Дніпровському районі [Архівовано 11 червня 2022 у Wayback Machine.]
- НВК.
- Гімназія «Скіфія».[8]
- Школа Інтернат
- ЗОШ № 3 [Архівовано 22 травня 2022 у Wayback Machine.]
- Дитячі садки (всього 3).
- Лікарня.
- Будинок культури.
- Будинок дитячої творчості.
- Дитяча музична школа. Заснована в 1957 році.[9]
- Стадіон.
- Краєзнавчий музей.
- Кам'янсько-Дніпровський районний спортивно-технічний клуб.

## Пам'ятки
Основна стаття — Пам'ятки Кам'янки-Дніпровської

Пам'ятник «Слава помідору», встановлений в місті вдячними городянами шановному овочу. В даний час у м Кам'янка-Дніпровська більшість населення зайнята вирощуванням ранніх овочів для оптового продажу. Серед найбільш продаваних овочів — томати, огірки, капуста, баклажани, кабачки, полуниця та ін. Перші помідори з'являються на ринках Кам'янки-Дніпровської на початку травня, а засіваються культури в теплицях в кінці січня, висаджуються під плівку в березні — квітні

- В 1963 році в місті Кам'янка-Дніпровська у старому міському парку відкрито історико-археологічний музей, у якому знаходиться велика кількість експонатів, зібраних під час археологічних експедицій на Кам'янському городищі та Мамай-Горі. Основу експозиції становить колекція Інокентія Петровича Грязнова (813 експонатів). В даний час експозиція музею розташовується в п'яти залах. Частина будівлі музею — колишня церковна сторожка.
- Пам'яткою світового значення є курганний могильник Мамай-Гора. Тут розташовані об'єкти: комплекс археологічних пам'яток Мамай-Гора, три поселення Скіфського часу. Щороку ця територія дає нові археологічні знахідки. Виявлені тут стародавні матеріали датуються епохою неоліту. На курганному могильнику досліджено 180 насипів. Загальна кількість поховань — понад 500. Встановлено, що могильник був створений в епоху ранньої бронзи та продовжував функціонувати майже до епохи середньовіччя[10]

## Відомі люди
- Роман Василенко (* 1969) — капітан Збройних сил України, учасник російсько-української війни.
- Валерій Самохін — радянський футболіст.
- Сергій Хорошун (1970—2016) — старший солдат Збройних сил України, учасник російсько-української війни.